# Shawn Jones
Pour les articles homonymes, voir Jones.
Shawn Jones, né le 25 mars 1992 à Miami en Floride, est un joueur américano-kosovar de basket-ball.

## Biographie
Il participe à la NBA Summer League 2014 avec les Clippers de Los Angeles. Plus tard, il signe un contrat avec le Heat de Miami, mais celui-ci résigne son contrat.